# Споруди античного Дамаску
Споруди античного Дамаску — споруди, зведені у елліністичний, римський та ранньовізантійський періоди в історії столиці сучасної Сирії міста Дамаск, окремі залишки яких дійшли і до наших часів.
У Дамаску активна людська діяльність не припинялась і по завершенні античних часів — більше того, він побував столицею халіфів, зростав та наразі є найбільшим містом Сирії. Це призвело до знищення майже всіх монументальних споруд стародавнього міста, хоча кілька об'єктів (або залишків об'єктів) римського періоду все ще можливо оглянути.

## Храм Юпітера

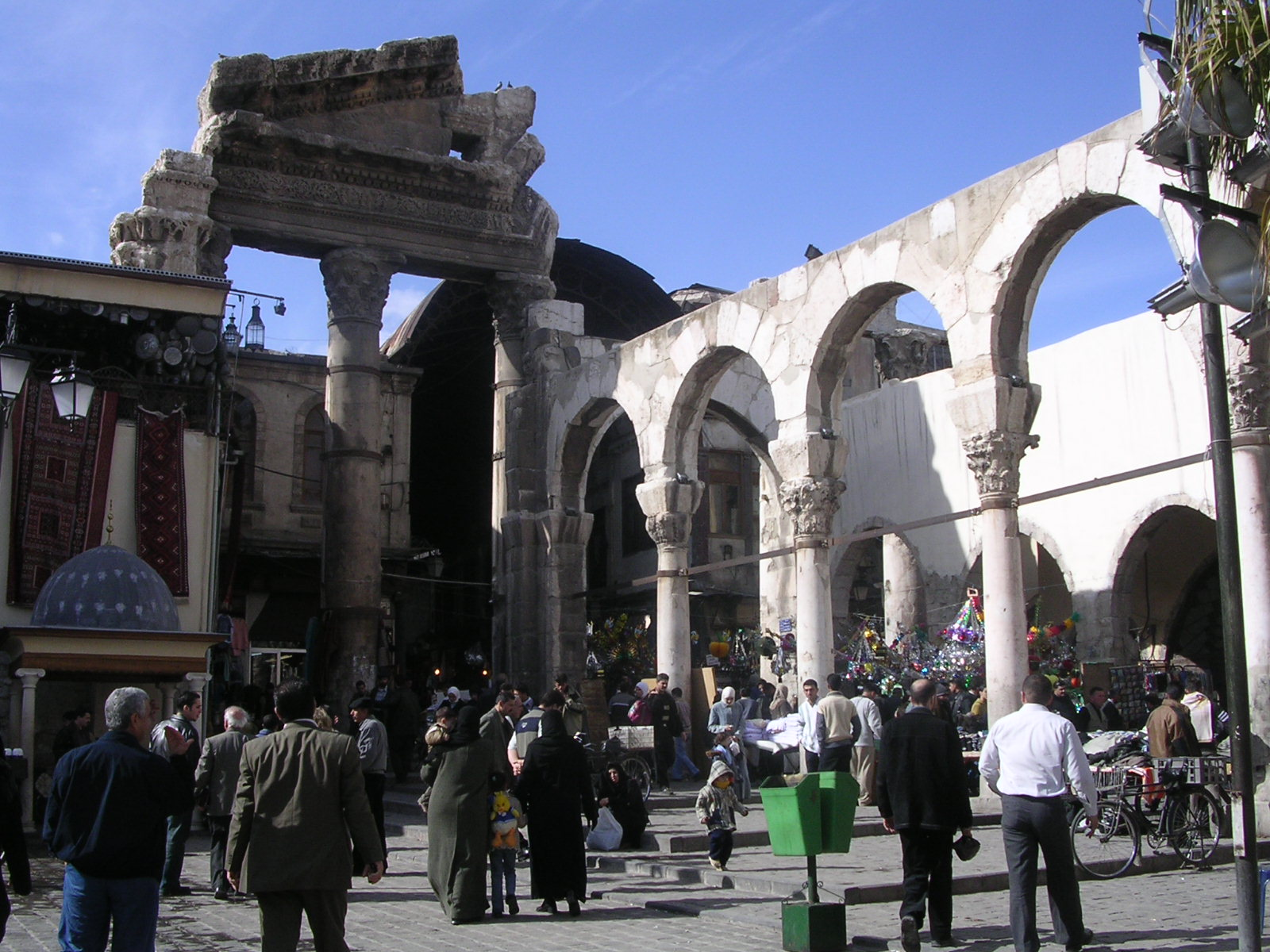
Залишки західних пропілеїв Храму Юпітера

Найграндіознішою культовою спорудою античного Дамаска було святилище Юпітера Дамаського (за повною титулатурою він тут прозивався Iuppiter Optimus Maximus Damascenus). Багато дослідників вважають, що це була конверсія стародавнього семітського культу Хадада, котрий, як і звичний нам Зевс/Юпітер, завідував грозою. Втім, інші вказують на відсутність свідчень щодо пошановування Хадада в античному Дамаску та елліністичний характер центрального поселення, котре знаходилось в межах оборонних мурів.

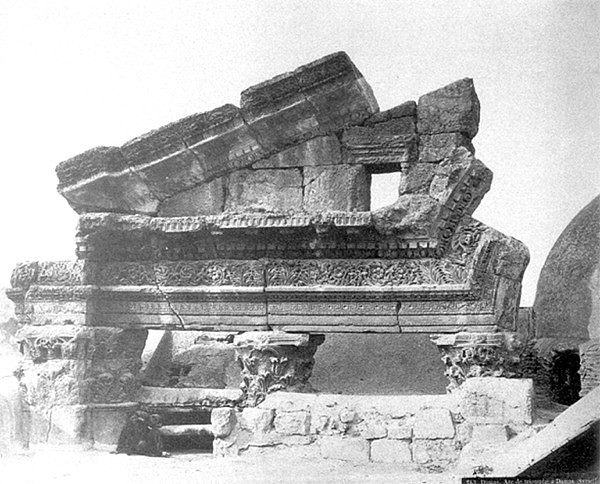
Декор західних пропілеїв (репродукція зображення 1870 року)

Святилище мало два розташовані один в одному двори прямокутної форми — зовнішній теменос розмірами 380х310 метрів та внутрішній периболос, котрий нараховував 156х97 метрів і в якому розташовувався власне Храм Юпітера. Враховуючи, що все це знаходилось в межах міських стін, де цінність землі зазвичай стрімко зростала, самі розміри святилища свідчать про його особливу роль для мешканців Дамаска. По внутрішньому периметру як периболоса, так і теменоса з усіх чотирьох боків тягнулись портики, а на західній та східній сторонах останнього облаштували два парадні входи (пропілеї). Зведення цього грандіозного комплексу зайняло майже все 1 століття н. е.
Із перемогою християнства в кінці 4 століття Храм Юпітера перетворили на церкву Івана Хрестителя. А після арабського завоювання при халіфі Аль-Валіді I на місці колишнього святилища звели Велику Мечеть (Мечеть Омеядів). Наразі серед споруд її комплексу можливо оглянути лише фрагмент західних пропілеїв із чудовими капітелями та різьбленими елементами, менш вражаючі залишки східних пропілеїв та одну зі стін святилища, інкорпоровану у Мечеть Омеядів (два останні об'єкти можливо побачити на фото зі статті за цим посиланням [Архівовано 30 квітня 2019 у Wayback Machine.]).

## Брами міста

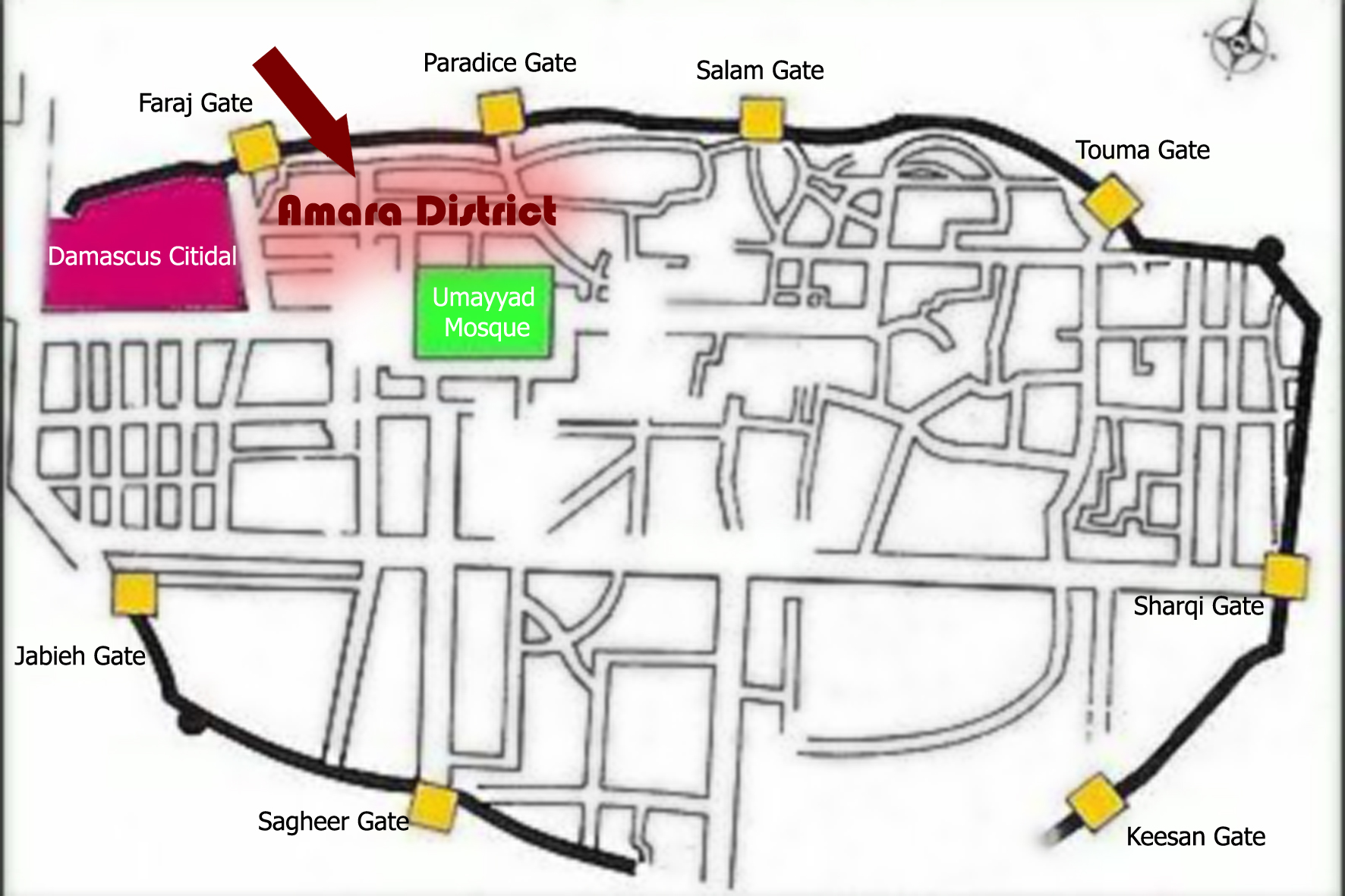
Карта старого міста з позначенням місця розташування брам Дамаска. Брама Баб-аль-Фарадж (у верхньому лівому куті) не існувала в античні часи. Зруйнована брама Баб-Наср ймовірно знаходилась на заході міста південніше від цитаделі

Римське місто оточували мури овальної форми із вісьмома брамами, кожна з яких була присвячена якомусь небесному тілу (ці відомості дійшли до нас завдяки середньовічним арабським хроністам). У мусульманський період оборонні споруди зазнали сильної перебудови, хоча окремі елементи мурів саме римського походження збереглись.

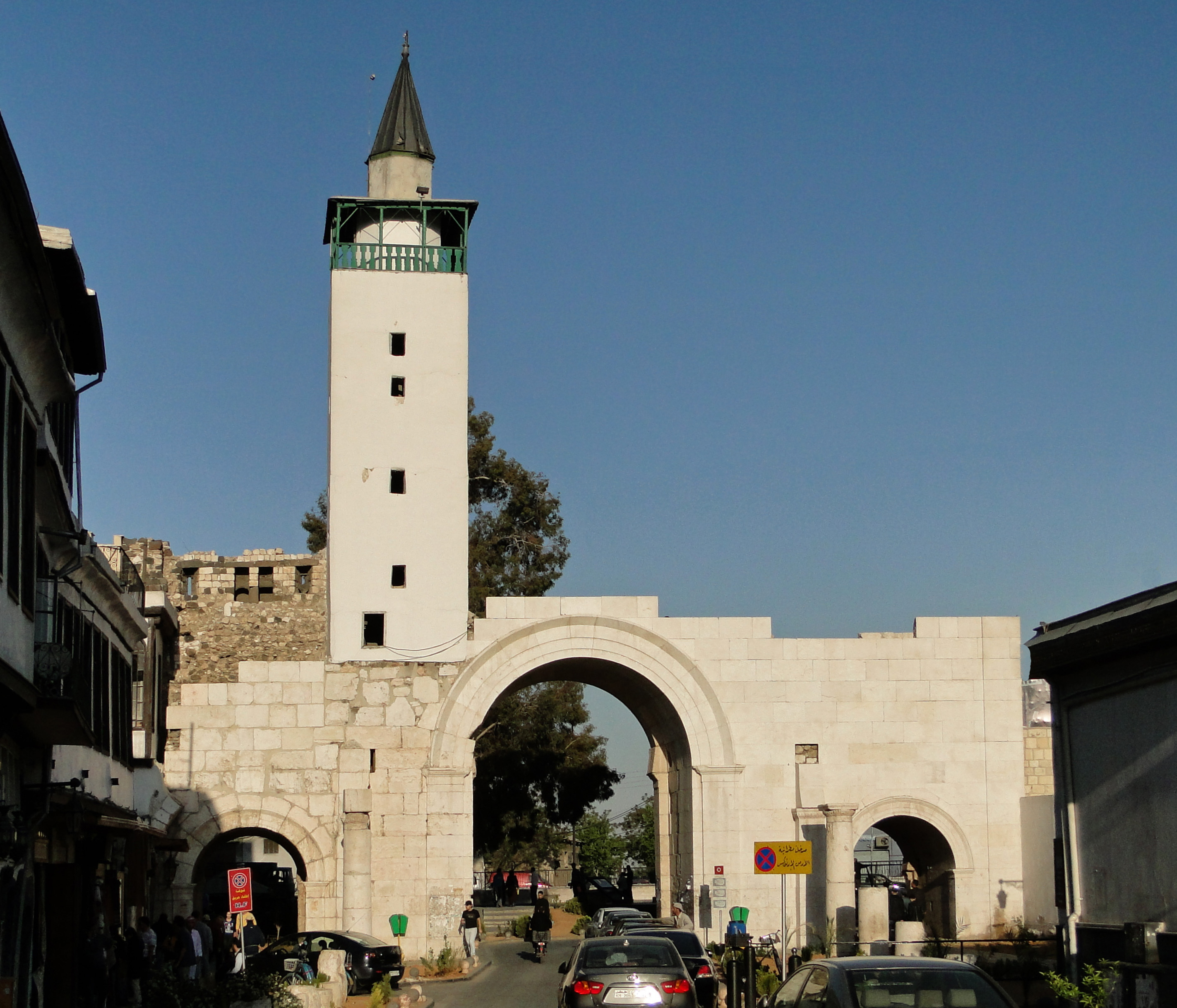
Сучасний вигляд брами Баб-Шаркі

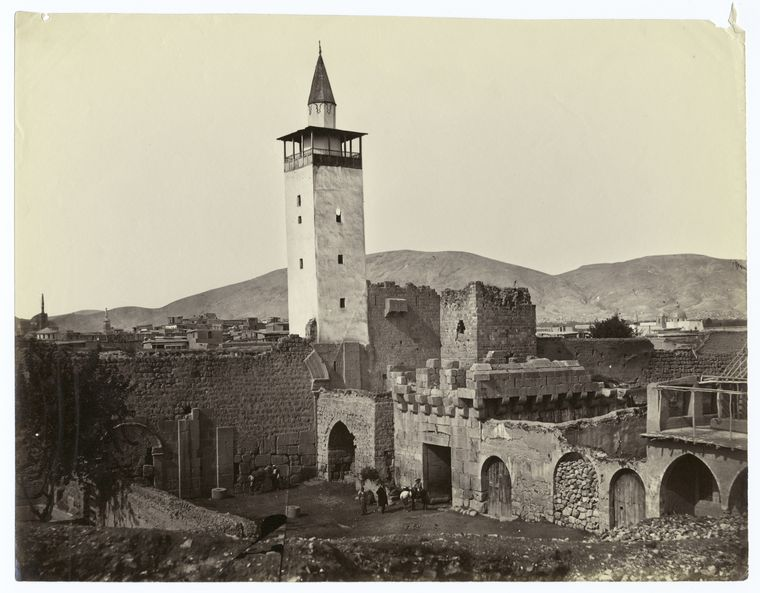
Вид на замуровану браму Баб-Шаркі в кінці 19 століття

Що стосується брам, то наразі із них свою первісну форму більш менш зберігає лише одна — Баб-Шаркі (араб. «Східна», в античності — «Брама Сонця»). Споруджена на початку 1 століття н. е. в часи правління Октавіана Августа, через дві сотні років вона зазнала перебудови під час правління імператора Септимія Севера або його наступника Каракалли. Пройшовши через неї, античний мандрівник потрапляв на східне завершення головної вулиці міста — декуманусу максимусу. Брама має три проїзди — центральний для колісниць та возів і два менші бічні, призначені для пішоходів. Саме біля цієї брами у вересні 635 року захисники міста оголосили про свою капітуляцію під час штурму Дамаска арабами, що надало їм можливість покинути його. Втім, у інших джерелах вказується протилежна (в буквальному сенсі) точка зору — через Баб-Шаркі увірвався арабський полководець Халід-інб-аль-Валід, що й змусило містян оголосити про капітуляцію біля західних воріт Баб-аль-Джабія. В будь-якому випадку, це по суті стало остаточним завершенням античного періоду Дамаска. Під час правління Нур ад-Діна Зенгі (1154—1174) над брамою спорудили мінарет. А якщо дивитись на неї із зовнішньої (східної) сторони, то праворуч знаходяться залишки однієї з двох оборонних веж, якими підсилили оборону цієї ділянки у 1248—1249 роках. Станом на кінець 19 століття всі проїзди брами були закладені, а її сучасний вигляд став наслідком реконструкції в період французького управління Сирією.

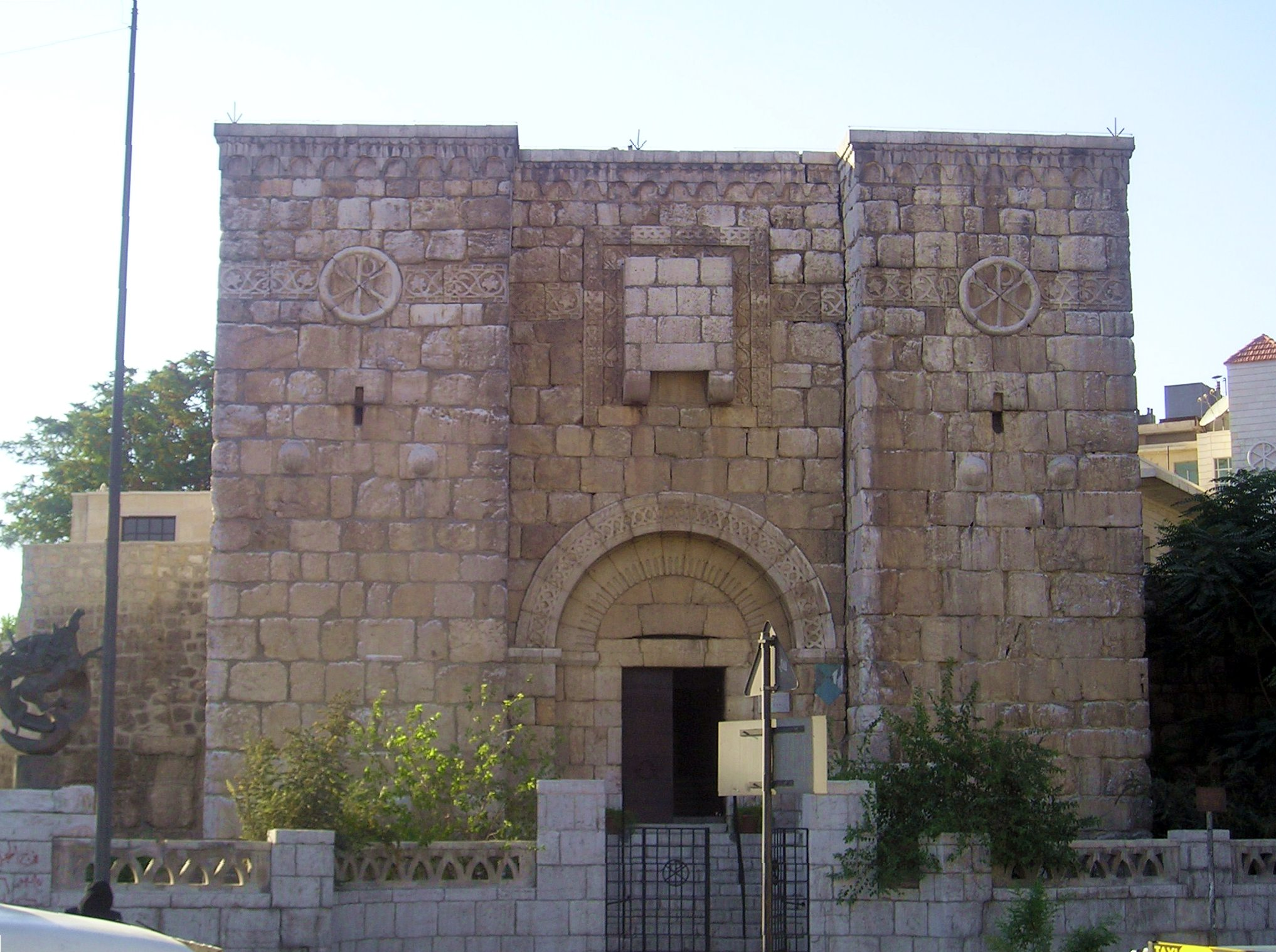
Каплиця Святого Павла, споруджена на основі брами Баб-Кісан

Також можливо відзначити браму Баб-Кісан (не перекладається як власне ім'я, а у старовину рахувалась «Брамою Сатурна»). Християни вважають, що саме біля неї апостола Павла спустили зі стіни у корзині, коли він був вимушений тікати з Дамаску через конфлікт із керівництвом юдейської общини. В основі споруди збереглись блоки римського періоду, проте вона була спершу перебудована все тим же Нур ад-Діном Зенгі, а потім мамлюками у 1364 році (наявна зараз арка носить виразні риси саме мамлюкського стилю). В кінці 19 століття мелькітський патріарх Грегорі II Джозеф (Gregory II Youssef) придбав ділянку із брамою, на основі якої в подальшому створили каплицю Святого Павла (відкрита у 1939 році).
Ще 5 дамаських брам, котрі знаходяться на місці колишніх воріт античного міста, пройшли сильну перебудову в часи правління Зангідів, Аюбідів чи мамлюків, хоча щонайменше в основі двох з них залишились римські фундаменти. Нарешті, восьма брама Баб-Наср (її антична присвята невідома) була зруйнована у 1393 році за наказом мамлюкського султана. Незадовго до того її перебудував полководець Мінташ, котрий у підсумку підняв повстання, проте зазнав поразки у боротьбі з урядовими військами. Слідом за цим від султана прийшов наказ зруйнувати браму дощенту, щоб ніхто не називав цю прекрасну оновлену споруду іменем Мінташа.
Зведена інформація про античні брами Дамаску наведена у таблиці (можливо відзначити, що ще одна існуюча наразі брама міста — Баб-аль-Фарадж — не мала античного відповідника).
| Сучасна назва   | Римська присвята | Перебудова      | Коментар                         |
| Баб-аль-Фарадіс | Меркурій         | 1132-1142       |                                  |
| Баб-аль-Салам   | Місяць           | 1171-1172, 1243 |                                  |
| Баб-Тума        | Венера           | 1227, 1333—1334 |                                  |
| Баб-Шаркі       | Сонце            | -               | гарно збережена римська споруда  |
| Баб-Кісан       | Сатурн           | 1154, 1364      | перетворена на каплицю Св. Павла |
| Баб-аль-Сагір   | Марс             | 1156            | основа із римських блоків        |
| Баб-аль-Джабія  | Юпітер           | 1164, 1227      | основа із римських блоків        |
| Баб-аль-Наср    | невідомо         | 2 пол. 14 ст.   | зруйнована біля 1393             |

## Вулиця з колонами
Від східних воріт Баб-Шаркі до західних Баб-аль-Джабія через все античне місто прямувала його головна вулиця, котрою в даному випадку був декуманус максимус. Вона мала ширину 26 метрів та включала 14-метровий центральний проїзд і розташовані обабіч протяжні портики коринфського ордеру. Можливо відзначити, що такий архітектурний прийом був вельми популярний в часи розквіту римської імперії, а гарно чи задовільно збережені зразки вулиць з колоннами наразі можливо побачити у Герасі (Йорданія), Перге та Сіде (Туреччина). Що стосується дамаського декуманусу, його колонади повністю втрачені, хоча сам він став основою сучасних вулиць Мідхат-Паша та Баб-Шаркі.

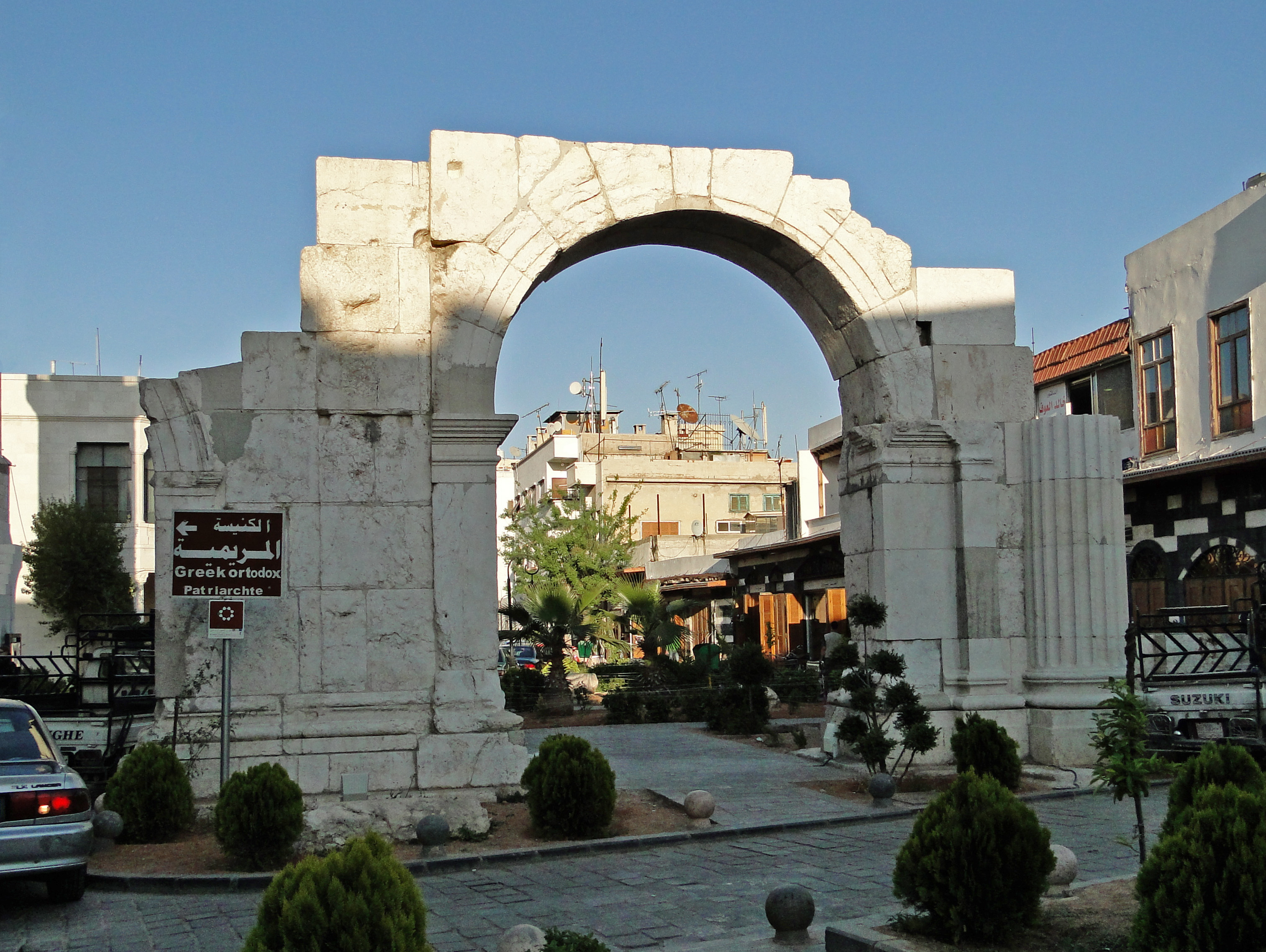
Римська тріумфальна арка

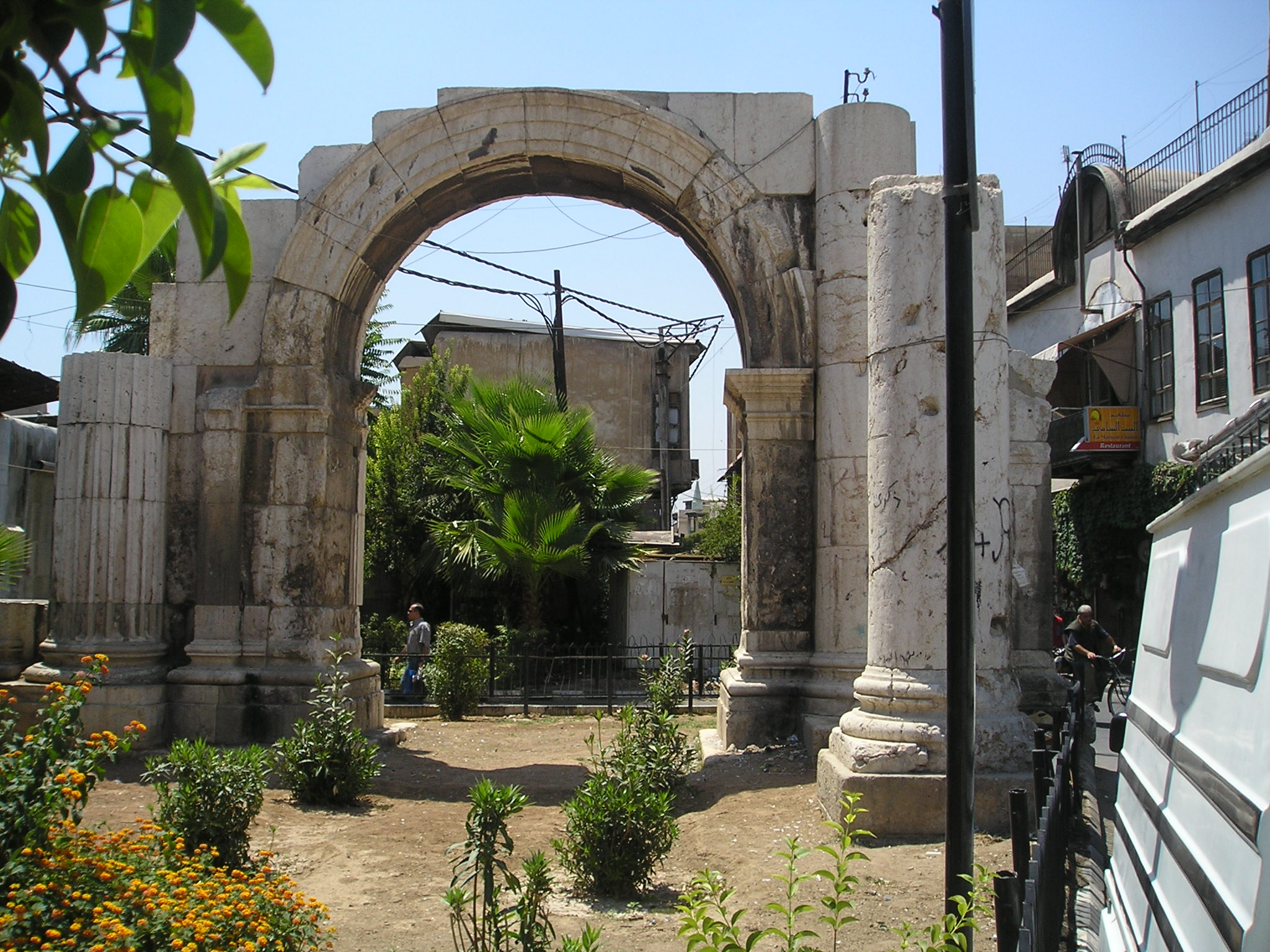
Римська тріумфальна арка з іншої сторони

Втім, одну античну споруду (точніше — її залишки) тут все-таки можливо побачити. Це римська тріумфальна арка, віднайдена французькими археологами у 1947 році на глибині п'яти метрів та згодом частково відновлена. За одним із припущень, її звели на відзначення подій 64 року до н. е., коли Дамаск став частиною римської імперії. Первісно арка становила собою тетрапілон — споруду із чотирьох розташованих по кутах квадрату елементів, котру зазвичай зводили на перетині двох проїздів. Як приклад можна навести північний тетрапілон Гераси, проте дамаська арка була значно грандіознішою та мала на кожному з чотирьох фасадів по три проходи (як і у випадку з Баб-Шаркі, більший центральний та два менші бічні). При цьому те, що сьогодні відновлено, становить лише один бічний прохід від східного фасаду.
За чотири сотні метрів далі на захід по вулиці археологи виявили підмурівки споруди, котра, ймовірно, була ще одним тетрапілоном — але особливої форми, так званим тетракіоніоном (із чотирма окремими кутовими елементами). Якщо ці припущення правдиві, то тут знаходилось щось подібне за загальною схемою до герасенського тетракіоніону. Крім того, за певними свідченнями з арабських джерел, у центрі споруди (по суті — площі) підносилась колона зі статуєю.

## Театр Ірода

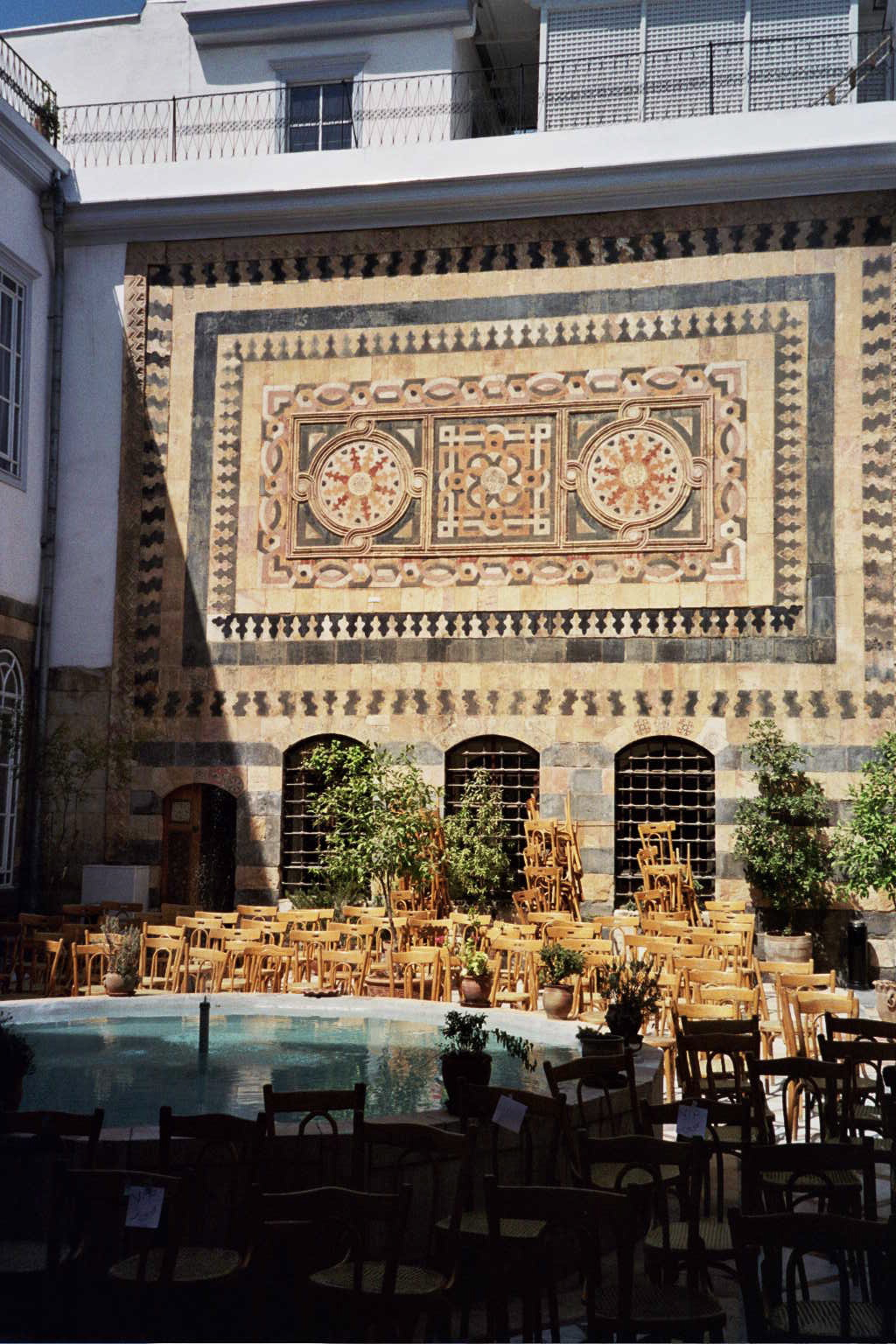
Будинок Бейт-ал-Аккад, який стоїть на залишках театру Ірода

За повідомленням Йосипа Флавія, Ірод Великий подарував Дамаску театр (тобто профінансував його будівництво). Ця споруда, котра вийшла із ужитку в 1-й половині 6 століття н. е., не тільки не збереглась, але навіть місце її розташування тривалий час було невідоме. Втім, у підсумку встановили, що одна з відомих дамаських споруд — Бейт-ал-Аккад (будинок османського періоду, а до того мамлюкський палац) — стоїть на залишках театру. При цьому спершу звернули увагу на специфічний напівокруглий контур вулиць оточуючого кварталу, а потім підтвердили здогадку розкопками у дворі будинку, під час яких виявили залишки сцени. За непрямими ознаками театр мав діаметр у 93 метри, що зіставне зі спорудою у сирійській Пальмірі (могла вміщати від 7 до 9 тисяч осіб).